# Ószako Júja
Ószako Júja (大迫勇也; Hepburn: Yūya Ōsako; Kaszeda, 1990. május 18. –) japán labdarúgó, aki csatárként játszik a Vissel Kobe, valamint a Japán labdarúgó-válogatottban.

## Külső hivatkozások
- Ismertetője a transfermarkt.de honlapján
- Ószako Júja adatlapja a Soccerway oldalon (angolul)